# Puente Internacional Colombia-Solidaridad

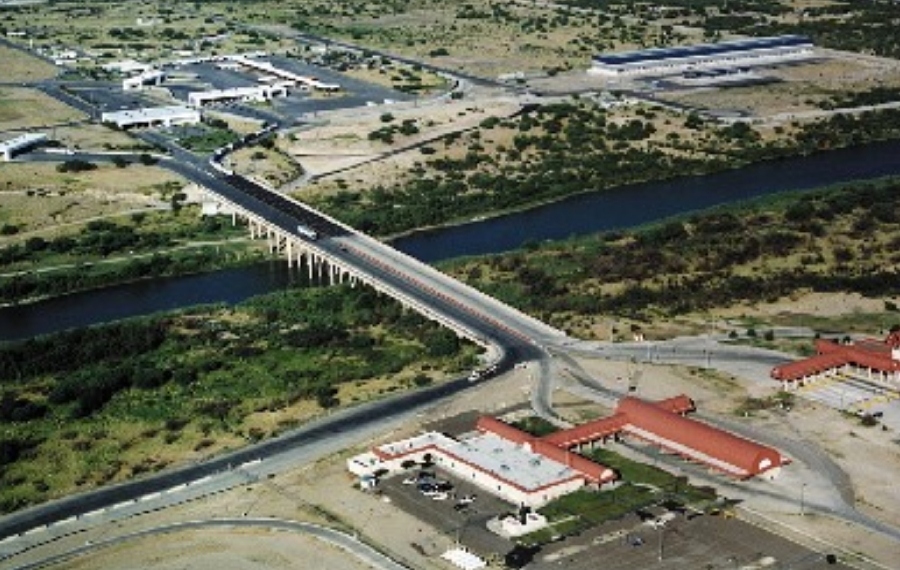
Vista aérea del puente.

El Puente Internacional Colombia-Solidaridad está ubicado en el municipio de Anáhuac, Nuevo León y es uno de los cuatro puentes internacionales de vehículos situados en la frontera entre Estados Unidos y México en la ciudad de Laredo, Texas.
Es operado por la ciudad de Colombia (ubicada al norte de Nuevo León), el gobierno del estado neoleonés y la Secretaría de Comunicaciones y Transportes de México. Actualmente existen ocho carriles para el tráfico comercial y no comercial. Es el único puente fronterizo del mundo con la certificación ISO 28000. Es ganador de los premios: Premio Nacional de Logística 2016, Pacto Global ONU y Galardón al Comercio Exterior.

## Historia
El puente internacional Colombia-Solidaridad fue nombrado en honor de la comunidad planificada mexicana de Colombia, Nuevo León. La comunidad y el puente internacional se construyeron debido a que el estado mexicano de Nuevo León quería un puerto internacional para competir con los estados fronterizos de Coahuila y Tamaulipas en el mercado de comercio internacional. Éste es el único paso hasta el momento de la frontera entre Nuevo León y el estado de Texas.
El Puerto Fronterizo Colombia cuenta con superficie de aproximadamente 405 ha de las cuales 73 ha son una reserva territorial para desarrollos futuros y 332 hectáreas que conforman el Centro de Facilidades para el Comercio Internacional (CEFACIL) anexo al Puente Colombia las cuales tienen diversos usos de suelo relacionado con los servicios que en materia de comercio internacional se requieren, tales como: agencias aduanales, bancos, bodegas, empresas transportistas, gasolineras, etc. Las instalaciones del CEFACIL han logrado evitar los riesgos que generan la instalación de este Centro de Facilidades al Comercio Exterior y su frontera, al encontrarse alejadas de cualquier centro urbano. 
Busca ser el principal instrumento de soporte del Estado de Nuevo León para el desarrollo de su zona fronteriza, a través del aprovechamiento intensivo de los recursos productivos, el cuidado del medio ambiente y con esto lograr el desarrollo integral del Puerto Fronterizo Colombia y su centro de población.

## Localización
Este puente conecta el extremo norte de la carretera estatal 1 de Nuevo León con la carretera 255 del estado de Texas, en colindancia con el condado de Webb, y con ruta directa a la autopista I-35 hacia San Antonio en el mismo estado. Está situado a 247 km de la ciudad de Monterrey,capital de Nuevo León.

## Trámites
En este puente se pueden realizar los trámites de permiso I-94 de internación a los Estados Unidos y permiso para la importación temporal de vehículo extranjero.

## Capacidades logísticas e infraestructura[2]
- Principal puerto con especialización en manejo de sustancias peligrosas y manejo de ganado bovino.
- 4 instituciones de seguridad (SEDENA, SEMAR, Guardia Nacional y Fuerza Civil).
- Parque industrial de 405 hectáreas que cuenta con servicios de agua y drenaje, electricidad y próximamente gas.
- Disponibilidad de terrenos para operaciones dentro y fuera de recintos.
- Presencia de empresas logísticas con bodegas fiscales e instalaciones de cuartos fríos.
- Parador turístico.
- Área de descanso.

## Proyectos futuros
- Ampliación de 8 a 16 carriles.[3]